# 足羽川用水
足羽川用水（あすわがわようすい）は、足羽川から取水され、福井県福井市の南東部一円1,997 haの農地を灌漑する用水路である。足羽川頭首工から複数の幹線用水として取水され、さらに複数の用水に分岐している。

## 世界かんがい施設遺産
2016年（平成28年）11月8日、足羽川堰堤土地改良区連合（足羽川幹線用水路を管理する7土地改良区からなる）によって登録申請されていた「世界かんがい施設遺産」に、福井県内で初めて登録された。

## 用水路

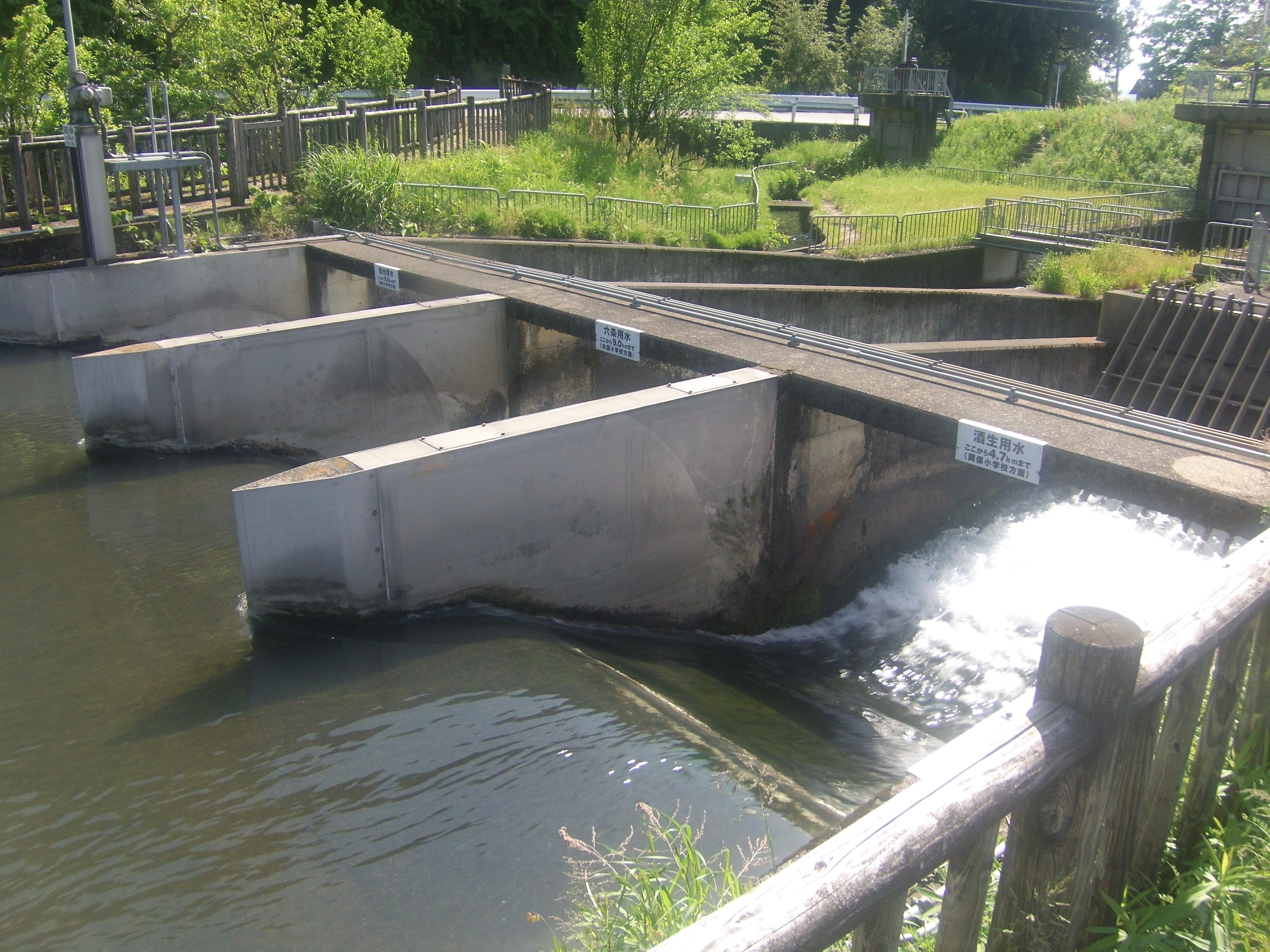
徳光・六条・酒生用水分水工
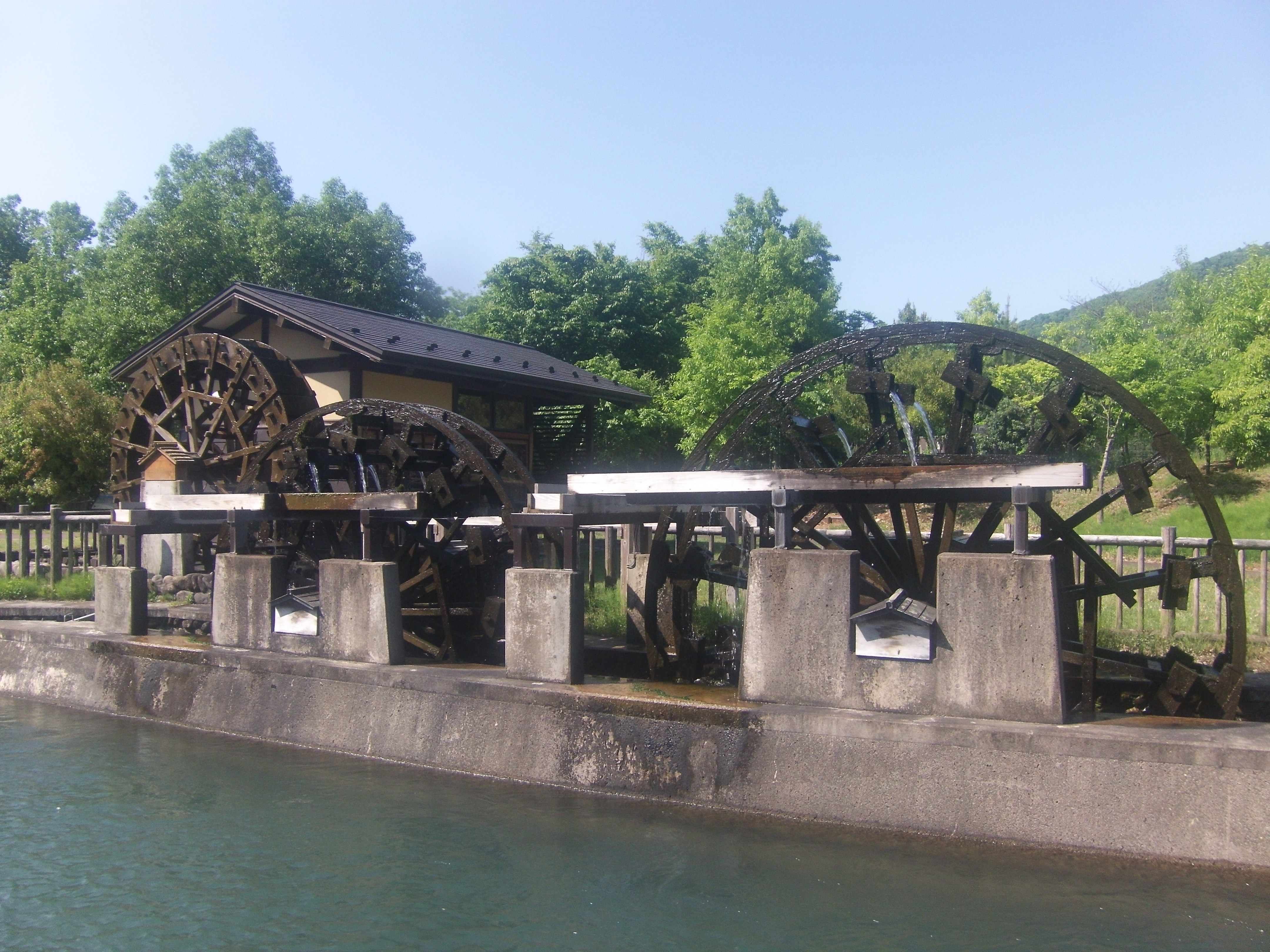
三連水車（道の駅一乗谷あさくら水の駅）
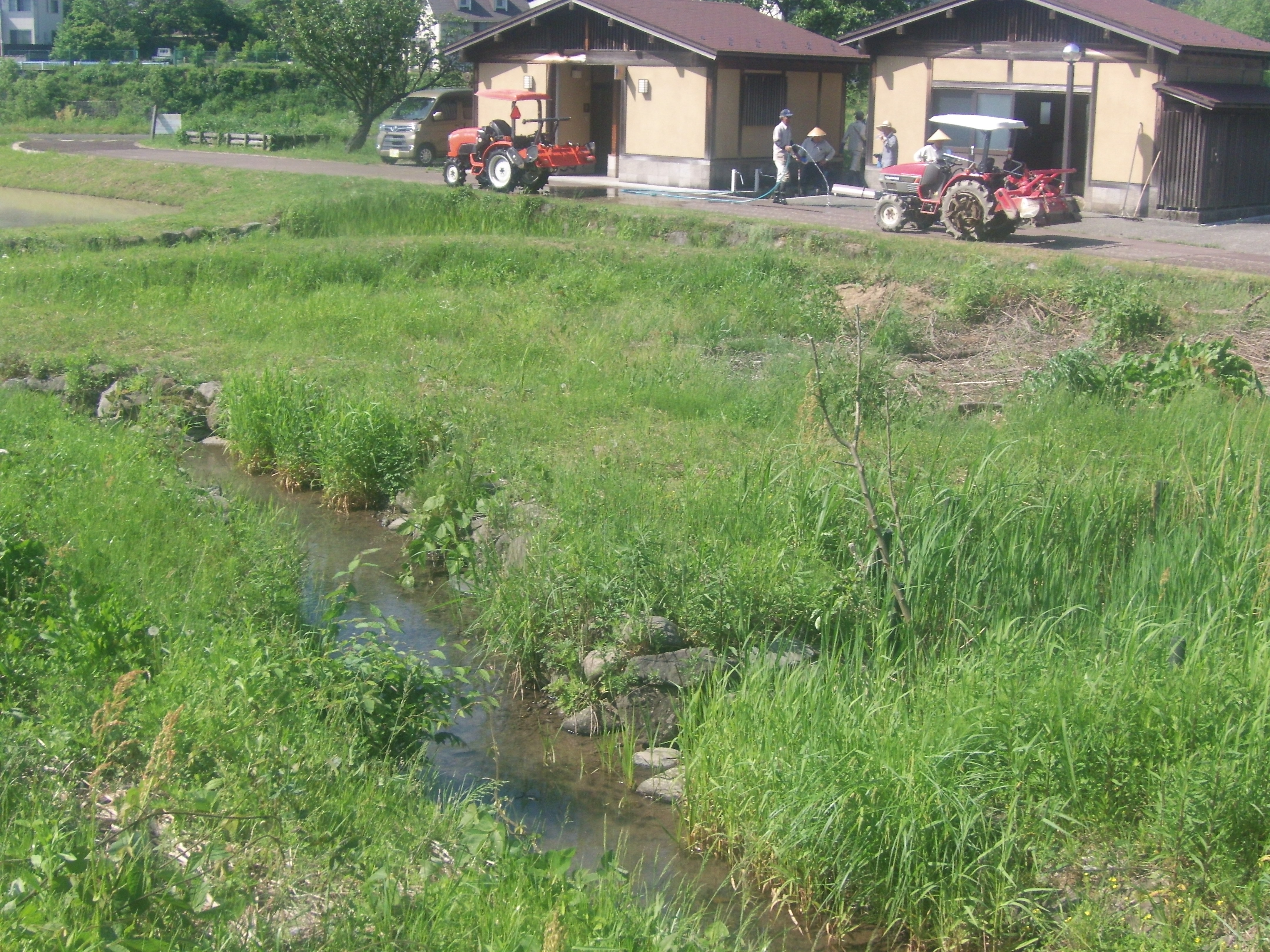
酒生用水を引き込み田植えが始まる
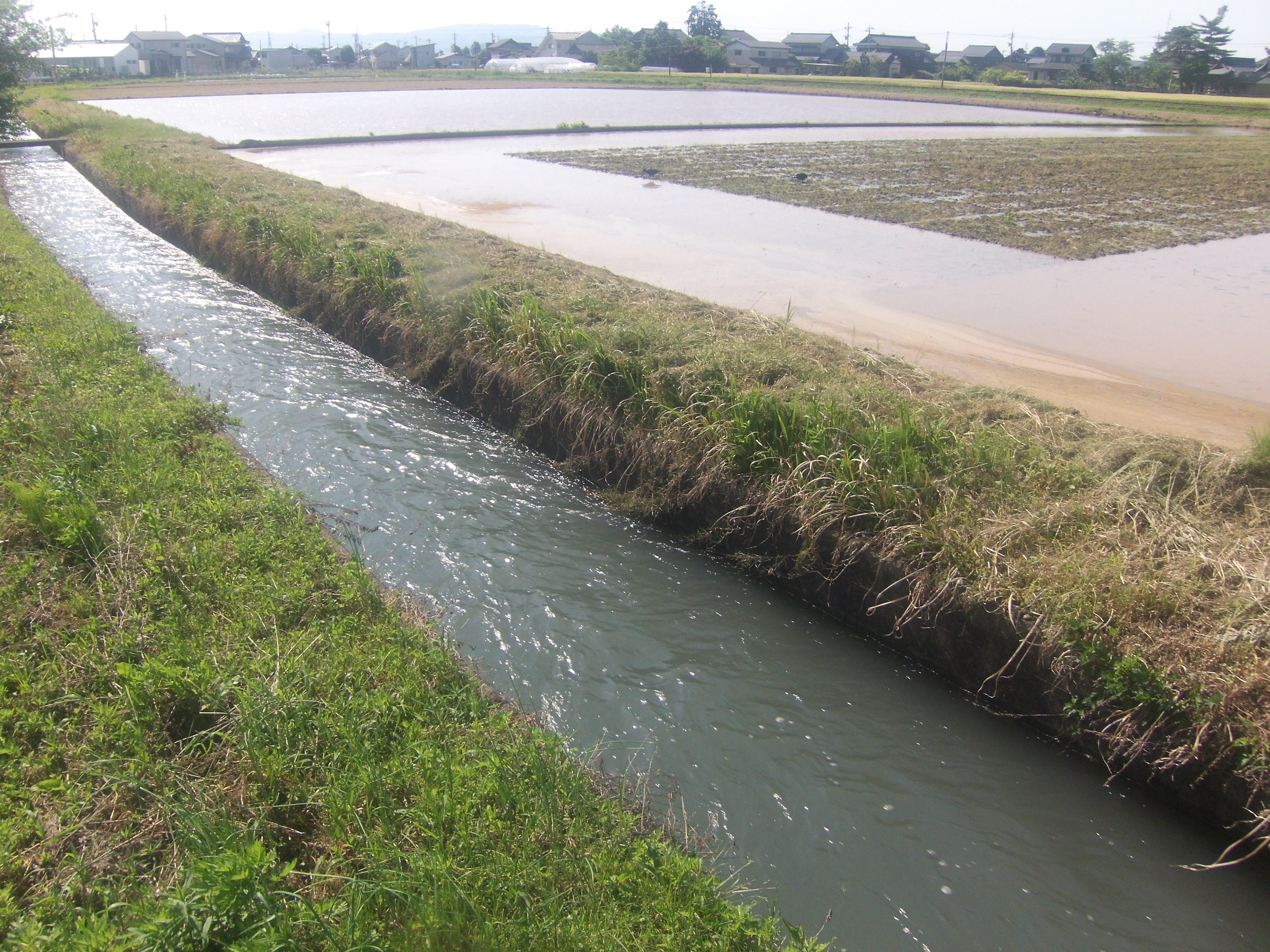
六条用水で潤う水田

足羽川用水は以下の用水群で構成されている。太字は幹線用水。
徳光用水
道の駅一乗谷あさくら水の駅そばにある足羽川頭首工（とうしゅこう）が起点の農業用水で、足羽川左岸の農地を潤す。
- 徳光下江用水
  - 槇山地区の農地400 haを潤す。
  - 堂田川
    - 徳光下江用水の支流。東郷地区を流れ、「堂田川」として親しまれている。

  - 堂田川用水
  - 河北用水

- 荒木用水
- 徳光上江用水

酒生用水
- 酒生上江用水
- 酒生下江用水

六条用水

木田用水

足羽三ヶ用水

足羽四ヶ用水

社江守用水

## 堂田川
堂田川（どうだがわ）は、東郷地区のメインストリートを流れる用水路である。江戸時代の文献には「堂殿川」との記述もあり、荘園時代から存在した。
1965年（昭和30年）頃までは日常の生活排水路としても使われており、高度経済成長期になると次第に水質が悪化していた。現在は県営水環境整備事業により整備され、親水路には鯉が放流されるなど街の憩いの場として、また観光資源として利用されている。
周辺には盛大な「ホンコさん（＝報恩講）」が催される照恩寺や専徳寺、安産祈願で知られる尼寺の地蔵院、東郷城主・長谷川秀一ゆかりの稲荷神社、福井県伝統的建造物指定の今村家、1853年（嘉永6年）創業の安本酒造、毛利酒造、こびり庵（東郷のアンテナショップ）、あたらし屋（東郷ふるさとお越し協議会が中心に修復した昭和初期の商家「青山家」の建物）などがある。

### 県営水環境整備事業
1993年（平成5年）からの大改修事業により、本来の水路を暗渠として、その上に親水路を作るという形になった。この改修は地域住民アンケートや検討委員会での議論をもとに「歴史の流れとの共振」をコンセプトに実施された。様々な表情を持つ14の橋が架けられた親水路は総延長511 m（用水路は526 m）、周囲には親水公園1か所と遊歩道955 mも整備され、護岸、笠石、石段には地元産の笏谷石を使用した仕上げとなっている。
1998年（平成10年）10月に完成し、1997年（平成9年）に「福井市都市景観賞」、2006年（平成18年）に「疎水百選」、2008年（平成20年）に「福井市里川認定」、2010年（平成22年）に「福井市景観賞」の、認定・受賞がある。

### 常夜灯
堂田川の川べりには高さ4m、底辺1.8m×1.8mの常夜灯が立っている。現存のものは1959年（昭和34年）建立のもので、台座は笏谷石、上部は小和清水石。松下俊太郎、松下又治による寄贈であることが記されている。これ以前は2/3ほどの高さだった。現在は白熱灯による点灯であるが、以前はこの常夜灯の前の家主が油を差して点灯していた。

### ブロンズ像のカッパ
堂田川の上流部には、カッパのブロンズ像が2体ある。季節によって衣装も替えるこのカッパはせんとくんの作者として知られる彫刻家の籔内佐斗司の作品。
カッパ像のほど近くにある地蔵院の河濯堂では、毎年7月の30日と31日の2日間にわたり河濯大権現のお祭りである「かわそ祭り」が開催される。この「かわそ」＝「河濯」は、一般的には穢れや病を川で洗い流すことと言われているが、地元にはカッパであるという言い伝えが残る。

### せせらぎコンサート
2006年（平成18年）から毎年6月に、東郷ふるさとおこし協議会の主催でせせらぎコンサートが開催されている。2015年（平成27年）からは、川の上に川床をこしらえ、ステージとしている。またこの年、せせらぎコンサートにほぼ毎年出演しているナナ・イロによって堂田川をPRするためのイメージソング「堂田川〜せせらぎと共に〜」が制作された。

### ギャラリー

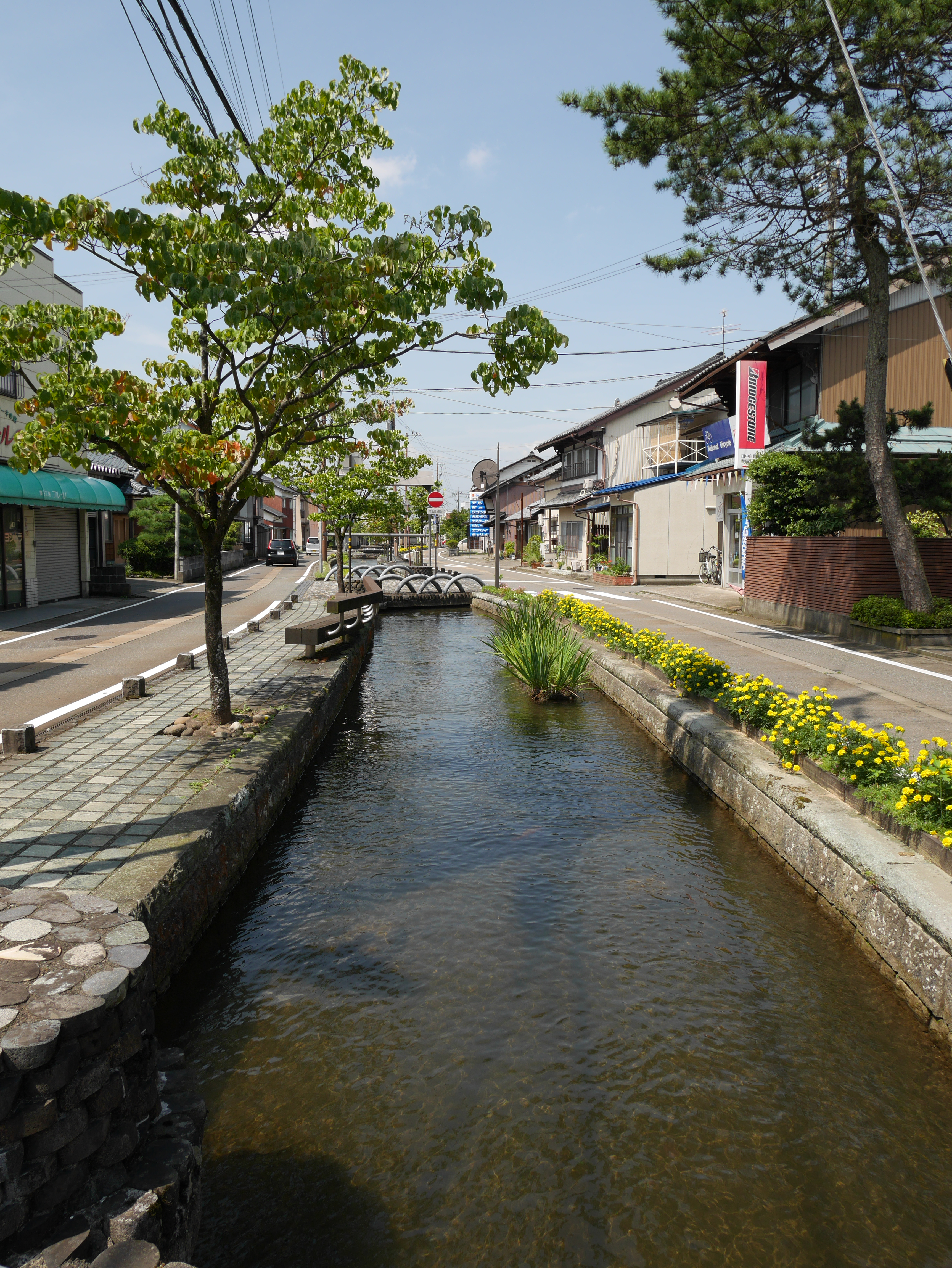
堂田川（福井市東郷地区）
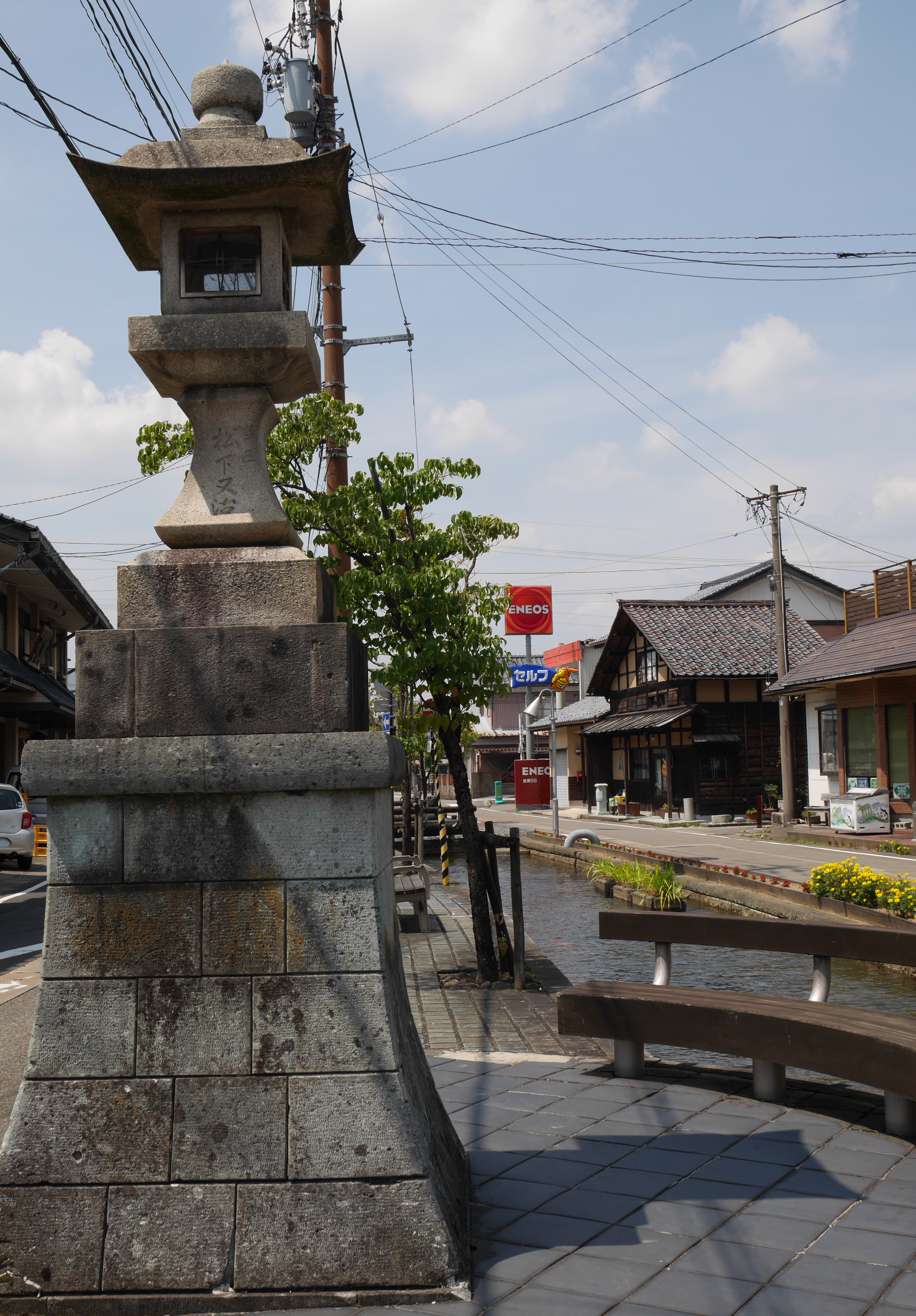
堂田川の川べりにある常夜灯